# Erzovka
Erzovka (in russo Ерзовка?) è un insediamento di tipo urbano  della Russia europea, situato nel rajon Gorodiščenskij dell'oblast' di Volgograd.
Si trova sulle alture del Volga, sulle rive del bacino di Volgograd, 28 km a nord-est di Volgograd.